# バンダイナムコセブンズ
株式会社バンダイナムコセブンズ（英: Bandai Namco Sevens Inc.）は、バンダイナムコグループの遊技機関連事業を担う日本の企業。バンダイナムコエンターテインメントの完全子会社。

## 概要
バンダイナムコエンターテインメントは旧ナムコが1999年に参入した遊技機関連事業を基とし、2009年にバンプレストにおける同様の事業を吸収統合したものを分社化したうえで2019年4月1日にバンダイナムコセブンズを設立した。
バンダイナムコセブンズは、遊技機業界において大きな転換期を迎え、市場では新たなエンターテインメント要素が強く求められることから、そのような環境変化にスピーディーかつ柔軟に対応した上で遊技機関連事業の強化や拡張を図ることを目的に独立した事業組織として設立された。
パチンコ機およびパチスロ機のゲーム仕様や映像企画、映像制作等を中心に遊技機開発を行う。

## 機種一覧
基本的に自社で機種自体を製造・販売することはなく、バンダイナムコグループ各社が保有する知的財産を基にパチンコ機器専業メーカーと共同で企画・開発し、バンダイナムコセブンズからはメーカー各社に映像出力装置を供給している。

### パチンコ機
- 2020年8月 - P 交響詩篇エウレカセブン HI-EVOLUTION ZERO（サミー）
- 2021年1月 - デジハネPA 交響詩篇エウレカセブン HI-EVOLUTION ZERO（サミー）
- 2021年2月 - P フィーバー アイドルマスター ミリオンライブ! PREMIUM 39 LIVE TOUR!! （三共）
- 2021年8月 - P フィーバー 機動戦士ガンダムUC （三共）
- 2022年12月 - P TIGER & BUNNY 〜完全無欠WILDスペック〜 （サミー）
- 2022年12月 - P GOD EATER 神がかりVer. （サンセイアールアンドディ）
- 2023年5月 - P コードギアス 反逆のルルーシュ Rebellion to Re;surrection （ビスティ）
- 2024年1月 - Pフィーバー革命機ヴァルヴレイヴ3（三共）
- 2023年8月 - P フィーバー 機動戦士ガンダムSEED（三共）
- 2024年8月 - P/E フィーバー機動戦士ガンダムユニコーン再来 - 白き一角獣と黒き獅子 -（三共）
- 2024年8月 - デジハネP交響詩篇エウレカセブン ANEMONE 99ver.（サミー）
- 2024年9月 - eゴッドイーター TRIPLE BURST（サンセイアールアンドディ）

### パチスロ機
- 2019年12月 - パチスロ 交響詩篇エウレカセブン3  HI-EVOLUTION ZERO（サミー）
- 2021年3月 - パチスロ アイドルマスター ミリオンライブ! THEATER★FESTIVAL （ビスティ / フィールズ）
- 2021年8月 - パチスロ コードギアス 反逆のルルーシュ3 （サミー）
- 2022年2月 - SLOT マッピー （メーシー）
- 2022年5月 - パチスロ ゼーガペイン2（山佐）
- 2022年7月 - パチスロ 鉄拳5 （山佐）
- 2022年11月 - パチスロ 革命機ヴァルヴレイヴ （三共）
- 2022年11月 - パチスロ 鉄拳4 アルティメットデビルVer. （山佐ネクスト）
- 2023年3月 - パチスロ 機動戦士ガンダムUC （ビスティ / フィールズ）
- 2023年6月 - パチスロ コードギアス 反逆のルルーシュ3 C.C.&Kallen Ver.（サミー）
- 2023年8月 - S 交響詩篇エウレカセブン HI-EVOLUTION ZERO TYPE-ART（サミー）
- 2024年3月 - S 忍者じゃじゃ丸くん（エレコ）
- 2024年5月 - L 交響詩篇エウレカセブン4 HI-EVOLUTION（サミー）
- 2024年5月 - S ニューパルサーSPIV with 太鼓の達人（山佐ネクスト）
- 2024年5月 - L コードギアス 反逆のルルーシュ/復活のルルーシュ（サミー）
- 2024年7月 - L ゴッドイーター リザレクション（製造：セブンリーグ、発売：山佐ネクスト）